# Платонов, Владимир Николаевич (учёный)
Плато́нов, Влади́мир Никола́евич (укр. Плато́нов, Володи́мир Микола́йович ; род. 28 июля 1941, Киев, Украинская ССР) — советский и украинский учёный в сфере спортивной науки. Доктор педагогических наук (1979 г.), профессор (1980 г.), академик Украинской академии наук (1993 г.).

## Профессиональная деятельность
В 1962 г. окончил Киевский государственный институт физической культуры (КГИФК). В 1962—1965 гг. работал тренером, с 1965 по 1968 г. — обучался в аспирантуре КГИФК. В 1969 г. защитил диссертацию на соискание ученой степени кандидата, а в 1979 г. — доктора педагогических наук.
С 1969 по 1975 г. работал старшим преподавателем, а затем доцентом Киевского института народного хозяйства и одновременно старшим научным сотрудником проблемной научно-исследовательской лаборатории высоких тренировочных нагрузок КГИФК.
Заведующий кафедрой плавания КГИФК (1975—1977 гг.), проректор по научной работе (1977—1986 гг.), заведующий созданной им кафедрой теории спорта КГИФК (1984—1990 гг.), заведующий кафедрой олимпийского и профессионального спорта КГИФК (затем Украинского государственного университета физического воспитания и спорта — УГУФВС, затем Национального университета физического воспитания и спорта Украины — НУФВСУ) (1992—2000 гг.), заведующий кафедрой теории и методики спортивной подготовки и резервных возможностей спортсменов НУФВСУ (2003—2005 гг.); ректор КГИФК, УГУФВС, НУФВСУ (1986—2012 гг.); советник ректора НУФВСУ, профессор кафедры истории и теории олимпийского спорта, главный редактор международного научно-теоретического журнала «Наука в олимпийском спорте» (с 2012 г. по настоящее время).

## Научные интересы
В круг научных интересов входят: история развития международного олимпийского движения, олимпийского и профессионального спорта и их современная проблематика; разработка системы подготовки спортсменов высшей квалификации; адаптация организма человека к экстремальным условиям спортивной деятельности; совершенствование системы подготовки специалистов для отрасли физической культуры, физического воспитания и спорта. Автор свыше 500 публикаций, в числе которых более 40 учебников, монографий, энциклопедических изданий. Подготовил более 70 кандидатов и докторов наук. Регулярно проводит семинары по повышению квалификации тренеров по олимпийским видам спорта и менеджеров в разных странах мира.

## Участие в деятельности общественных и других организаций
- президент Федерации плавания Украинской ССР (1980—1990 гг.)
- председатель комиссии по теории и методике спорта Научного совета Госкомспорта СССР (1985—1991 гг.)
- консультант сборных команд СССР по плаванию (1973—1982 гг.), по велосипедному спорту (1978—1991 гг.), по гандболу (1978—1991 гг.)
- член экспертного совета Высшей аттестационной комиссии СССР (1987—1991 гг.)
- председатель специализированного ученого совета Национального университета физического воспитания и спорта Украины (с 1980 г. по настоящее время)
- постоянный представитель Украинской ССР в Комитете ООН по борьбе с апартеидом (1988—1991 гг.)
- руководитель Отделения физической культуры и спорта Украинской академии наук (с 2002 г. по настоящее время)
- заведующий секцией «Спортивная тренировка» книжного издательства «Paidotribo» (Барселона, Испания) (1990—2000 гг.)
- президент Международной ассоциации высших учебных заведений физического воспитания и спорта стран Восточной Европы и Центральной Азии (2001—2005 гг.), почетный президент этой ассоциации (с 2005 г. по настоящее время)
- председатель научно-координационного совета Министерства Украины по делам семьи, молодежи и спорта (2005—2011 гг.)
- руководитель комплекса по научно-методическому обеспечению подготовки спортсменов Украины к Олимпийским играм (2007—2012 гг.)
- вице-президент Национального олимпийского комитета Украины (1991—1998 гг.), первый вице-президент НОК Украины (1998—2002 гг.), член исполкома НОК Украины (с 2005 г. по настоящее время)

## Награды и звания

### Награды СССР
- Орден «Знак Почёта» (1982 г.)
- Медаль «За трудовую доблесть» (1988 г.)
- Медаль «За многолетний добросовестный труд» (1990 г.)

### Награды Украины
- Заслуженный деятель науки и техники УССР (1990 г.)
- Орден «За заслуги» III степени (1997 г.)
- Лауреат Государственной премии Украины в области науки и техники (1999 г.)
- Почётная грамота Верховной Рады Украины (2005 г.)
- Орден князя Ярослава Мудрого V степени (2006 г.)
- Орден «За заслуги» II степени (2009 г.)
- Орден «За заслуги» I степени (2021 г.)[1].

### Награды других стран
- Орден Полярной Звезды (Монголия, 2011 г.)

### Другие награды
- Лауреат премии Госкомспорта СССР «За лучшую научно-исследовательскую работу в отрасли физической культуры и спорта» (дважды, 1981 и 1987)
- Олимпийский орден Международного олимпийского комитета (2001 г.)
- Премия Украинской академии наук (2003 г.)
- Золотая медаль Международной кадровой академии «За заслуги в образовании» (2003 г.)
- Орден «За заслуги» І степени Украинской академии наук (2011 г.)
- Лауреат премии НОК Украины «За лучшую научную книгу года» (трижды — 2006, 2011, 2013)
- Орден Национального олимпийского комитета Казахстана
- Олимпийский орден Национального олимпийского комитета Армении (2015 г.)
- Почётный доктор ведущих высших учебных заведений физического воспитания и спорта Азербайджана, Болгарии, Венесуэлы, Казахстана, Китая, Молдовы, Монголии, Польши, России, Румынии, Таджикистана, Узбекистана, Украины.

## Основные публикации
- Платонов В. Н. Современная спортивная тренировка. — Киев: Здоров’я, 1980. — 336 с.
- Платонов В. Н. Теория и методика спортивной тренировки. — Киев: Вища школа, 1984. — 336 с.
- Платонов В. Н., Вайцеховский С. М. Тренировка пловцов высокого класса. — М.: Физкультура и спорт, 1985. — 256 с.
- Платонов В. Н. Подготовка квалифицированных спортсменов. — М.: Физкультура и спорт, 1986. — 288 с.
- Теория спорта / под общ. ред. В. Н. Платонова. — Киев: Вища школа, 1987. — 424 с.
- Платонов В. Н. Адаптация в спорте. — Киев: Здоров’я, 1988. — 216 с.
- Платонов В. Н. Физические качества спортсмена. — 1991.
- Платонов В. Н. Двигательная активность спортсмена. — 1992.
- Платонов В. Н., Гуськов С. И. Олимпийский спорт: [учебник]: в 2 кн.. — Киев: Олимпийская литература, 1994. — 496 с.
- Платонов В. Н., Гуськов С. И. Олимпийский спорт: [учебник]: в 2 кн.. — Киев: Олимпийская литература, 1997. — 384 с.
- Платонов В. Н., Булатова М. М. Фізична підготовка спортсмена. — Киев: Олімпійська література, 1995.
- Булатова М.М., Платонов В. Н. Спортсмен в различных климатогеографических и погодных условиях. — Киев: Олимпийская литература, 1996. — 177 с.
- Платонов В. Н. Общая теория подготовки спортсменов в олимпийском спорте: учеб. для студентов вузов физ. воспитания и спорта. — Киев: Олимпийская литература, 1997. — 584 с.
- Энциклопедия современного олимпийского спорта / под общ. ред. В. Н. Платонова. — Киев: Олимпийская литература, 1998. — 600 с.
- Энциклопедия олимпийского спорта: [в 5-ти т.] / под общ. ред. В. Н. Платонова. — Киев: Олимпийская литература, 2002. — Т. 1. — 496 с.
- Энциклопедия олимпийского спорта: [в 5-ти т.] / под общ. ред. В. Н. Платонова. — Киев: Олимпийская литература, 2002. — Т. 2. — 584 с.
- Энциклопедия олимпийского спорта: [в 5-ти т.] / под общ. ред. В. Н. Платонова. — Киев: Олимпийская литература, 2004. — Т. 3. — 632 с.
- Энциклопедия олимпийского спорта: [в 5-ти т.] / под общ. ред. В. Н. Платонова. — Киев: Олимпийская литература, 2004. — Т. 4. — 607 с.
- Энциклопедия олимпийского спорта: [в 5-ти т.] / под общ. ред. В. Н. Платонова. — Киев: Олимпийская литература, 2004. — Т. 5. — 528 с.
- Профессиональный спорт / под общ. ред. С.И. Гуськова, В.Н. Платонова. — Киев: Олимпийская литература, 2000. — 392 с.
- Платонов В. Н. Плавание: учебник для студентов и преподавателей вузов физ. воспитания и спорта, тренеров и спортсменов, науч. работников и врачей. — Киев: Олимпийская литература, 2000. — 496 с.
- Допинг и эргогенные средства в спорте / под общ. ред. В. Н. Платонова. — Киев: Олимпийская литература, 2003. — 576 с.
- Платонов В. Н. Система подготовки спортсменов в олимпийском спорте. Общая теория и её практические приложения: учеб. для студентов вузов физ. воспитания и спорта. — Киев: Олимпийская литература, 2004. — 808 с.
- Енциклопедія олімпійського спорту України / за ред. В. М. Платонова. — Киев: Олімпійська література, 2005. — 464 с.
- Платонов В. Н., Булатова М. М., Бубка С. Н. [и др.] Олимпийский спорт / под общ. ред. В. Н. Платонова. — Киев: Олимпийская литература, 2009. — Т. 1. — 736 с.
- Платонов В. Н., Булатова М. М., Бубка С. Н. [и др.] Олимпийский спорт / под общ. ред. В. Н. Платонова. — Киев: Олимпийская литература, 2009. — Т. 2. — 696 с.
- Платонов В. Н. Спорт высших достижений и подготовка национальных команд к Олимпийским играм. Отечественный и зарубежный опыт: история и современность. — М.: Советский спорт, 2010. — 312 с.
- Платонов В. Н., Павленко Ю. А., Томашевский В. В. Подготовка национальных команд к Олимпийским играм: история и современность. — Киев: Изд. дом Д. Бураго, 2012. — 252 с.
- Платонов В. Н. Спортивное плавание: путь к успеху: в 2 кн. / пер. с англ. И. Андреев. — Киев: Олимпийская литература, 2011. — Т. 1. — 480 с.
- Платонов В. Н. Спортивное плавание: путь к успеху: в 2 кн. / пер. с англ. И. Андреев. — Киев: Олимпийская литература, 2011. — Т. 2. — 544 с.
- Булатова М. М., Бубка С. Н., Платонов В. Н. Олимпийские игры. 1896–1972. — Киев: Олимпийская литература, 2012. — 496 с.
- Булатова М. М., Бубка С. Н., Платонов В. Н. Олимпийские игры. 1976–2012. — Киев: Олимпийская литература, 2012. — 506 с.
- Платонов В. Н. Периодизация спортивной тренировки. Общая теория и её практическое применение. — Киев: Олимпийская литература, 2013. — 624 с.
- Платонов В. Н. Система подготовки спортсменов в олимпийском спорте. Общая теория и её практические приложения : учебник [для тренеров] : в 2 кн. — Киев: Олимпийская литература, 2015. — Т. 1. — 680 с.
- Платонов В. Н. Система подготовки спортсменов в олимпийском спорте. Общая теория и её практические приложения : учебник [для тренеров] : в 2 кн. — Киев: Олимпийская литература, 2015. — Т. 2. — 770 с.
- Платонов В. Н. Теория и методика подготовки спортсменов в олимпийском спорте (на китайском языке). — Тяньцзинь, Китай: Tianjin University press, 2015. — 811 с. с.
- Platonov V.N. Periodizarea antrenamentului sportiv. Teoria generală si aplicatiile ei practice. — Bucuresti: Ed. Discobolul, 2015. — 624 p. с.
- Платонов В. Н. Периодизация спортивной тренировки. Общая теория и её практическое применение. – [Том 1]. – [на китайском языке]. — Пекин, 2015. — 331 с. с.
- Платонов В. Н. Периодизация спортивной тренировки. Общая теория и её практическое применение . – [Том 2]. – [на китайском языке]. — Пекин, 2015. — 419 с. с.
- Платонов В. Н. Двигательные качества и физическая подготовка спортсменов. — Киев: Олимп. лит., 2017. — 656 с. с.
- Бубка С. Н., Булатова М. М., Есентаев Т. К. Менеджмент подготовки спортсменов к Олимпийским играм. К.: Олимп. лит., 2017. — 480 с.
- Булатова М. М., Бубка С. Н.,  Платонов В. М. Олімпійський спорт у системі гуманітарної освіти: навчальне видання. — Киев: Перша друкарня, 2019. — 912 с. с.